# Ludovico Bidoglio
Ludovico Bidoglio (5. februar 1900 – 25. december 1970) var en argentinsk fodboldspiller (forsvarer).
Han var en del af det argentinske landshold, der vandt guld ved Copa América i både 1925 og 1927, og sølv ved OL i 1928 i Amsterdam.
Bidoglio spillede på klubplan primært hos Boca Juniors. Her var han med til at vinde det argentinske mesterskab i 1931.

## Titler
Primera División de Argentina
- 1931 med Boca Juniors

Sydamerika-Mesterskabet (Copa América)
- 1925 og 1927 med Argentina